# Polikarpov I-185
Polikarpov I-185 là một loại máy bay tiêm kích của Liên Xô, thiết kế vào năm 1940. Là thiết kế tân tiến nhất vào lúc đó, với động cơ khỏe và trang bị vũ khí tốt, I-185 là máy bay Xô Viết duy nhất có thể đạt hiệu suất ngang với Yak-9U. Nhưng dự án I-185 đầy triển vọng đã không thể tiếp tục do chiến dịch Barbarossa của Đức Quốc xã khiến cho các nhà máy phải sản xuất những thiết kế có sẵn, trong khi chiếc I-185 mới thực hiện các chuyến bay thử. Tổng cộng chỉ có bốn nguyên mẫu I-185 được sản xuất.

## Tính năng kỹ chiến thuật (I-185 (M-71 etalon))
Đặc điểm tổng quát
- Chiều dài: 7,77 m (25 ft 6 in)
- Sải cánh: 9,80 m (32 ft 2 in)
- Chiều cao: 2,50 m (8 ft 2 in)
- Diện tích cánh: 15,53 m² (167,10 ft²)
- Trọng lượng rỗng: 2.654 kg (5.840 lb)
- Trọng lượng có tải: 3.500 kg (7.700 lb)
- Động cơ: 1 × Shvetsov M-71, 1.492 kW (2.000 hp)

 Hiệu suất bay 
- Vận tốc cực đại: 630 km/h (391 mph)
- Tầm bay: 835 km (520 mi)
- Trần bay: 11.000 m (36.080 ft)
- Vận tốc lên cao: 16,1 m/s (3.150 ft/phút)
- Tải trên cánh: 225 kg/m² (46 lb/ft²)
- Công suất/trọng lượng: 430 W/kg (0,26 hp/lb)

Trang bị vũ khí

- 3 × pháo ShVAK 20 mm
- 500 kg (1.100 lb) bom (2 quả 250 kg (551 lb) hoặc 4 quả 100 kg (220 lb)) hoặc 8 rocket RS-82